# Horst Brühmann (Bildhauer)
Horst Brühmann (* 19. März 1942 in Halle (Saale); † 12. Juni 2014 ebenda) war ein deutscher Bildhauer und Medailleur.

## Leben
Brühmann machte von 1961 bis 1963 eine Lehre als Möbeltischler. Dann arbeitete er als Modellbauer im Büro für Städtebau Halle. Von 1965 bis 1969 studierte er an der Burg Giebichenstein Kunsthochschule Halle Formgestaltung und Architektur, insbesondere bei Gerhard Lichtenfeld und Friedrich Engemann. Nach dem Studium hatte er von 1969 bis 1972 bei Lichtenfeld eine Aspirantur am Fachbereich Plastik. Seit 1973 war er freischaffend als Bildhauer in Halle tätig.

## Werke (Auswahl)

### Plastiken im öffentlichen Raum
- Mutter und Kind (1980) an der Südpromenade, Halle/Saale
- Lebenskreis-Brunnen (entworfen 1986/1989, aufgestellt 2012), Domplatz Halle/Saale
- Metamorphose, Lindengarten (Wismar)
- Die Sinnende (1976), Dresden[3], Friedensplatz Dessau, Galerie im Grünen Halle-Neustadt[4] und Tierpark Berlin

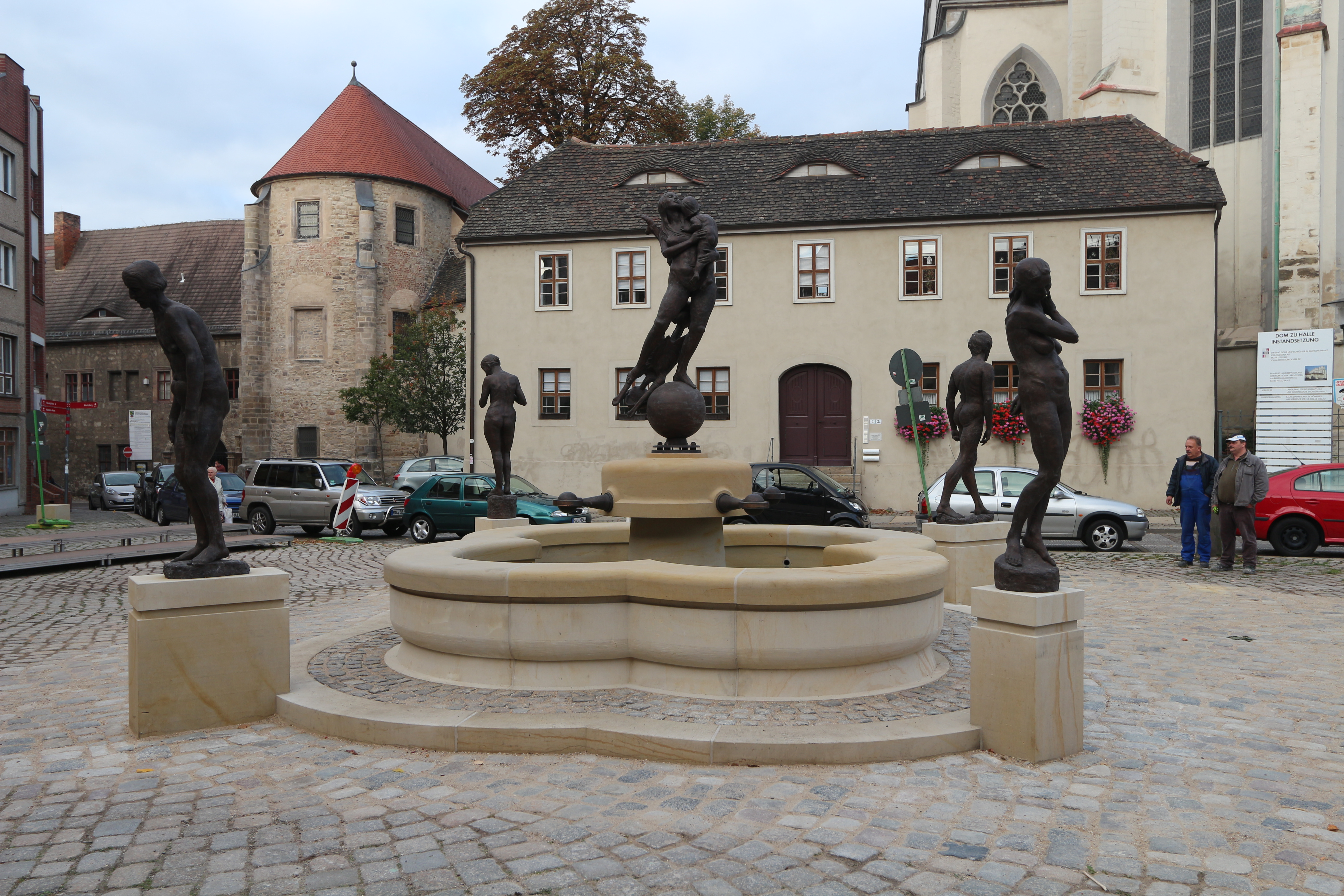
Lebenskreis-Brunnen, Domplatz Halle/Saale
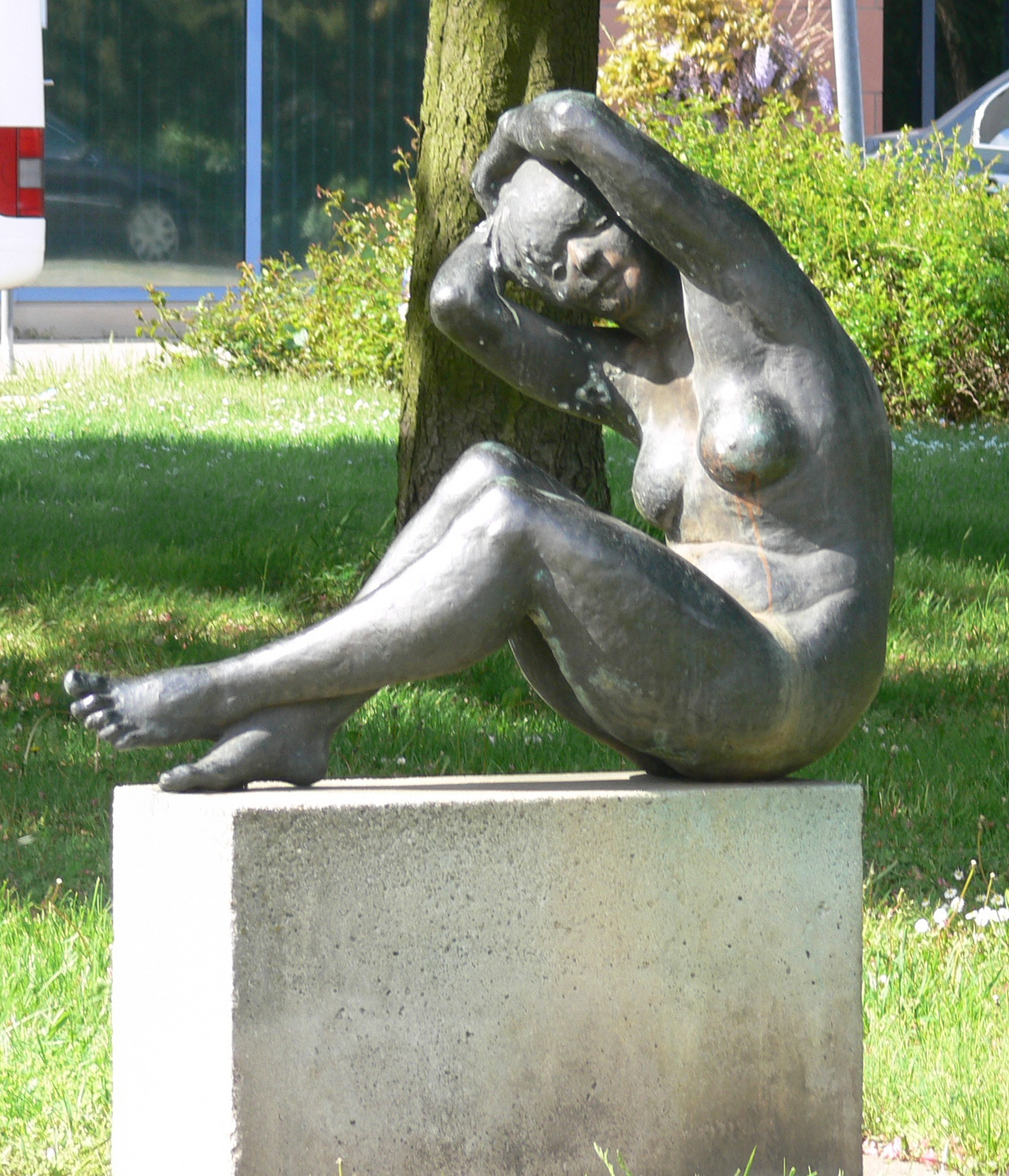
Die Sinnende, Friedensplatz Dessau
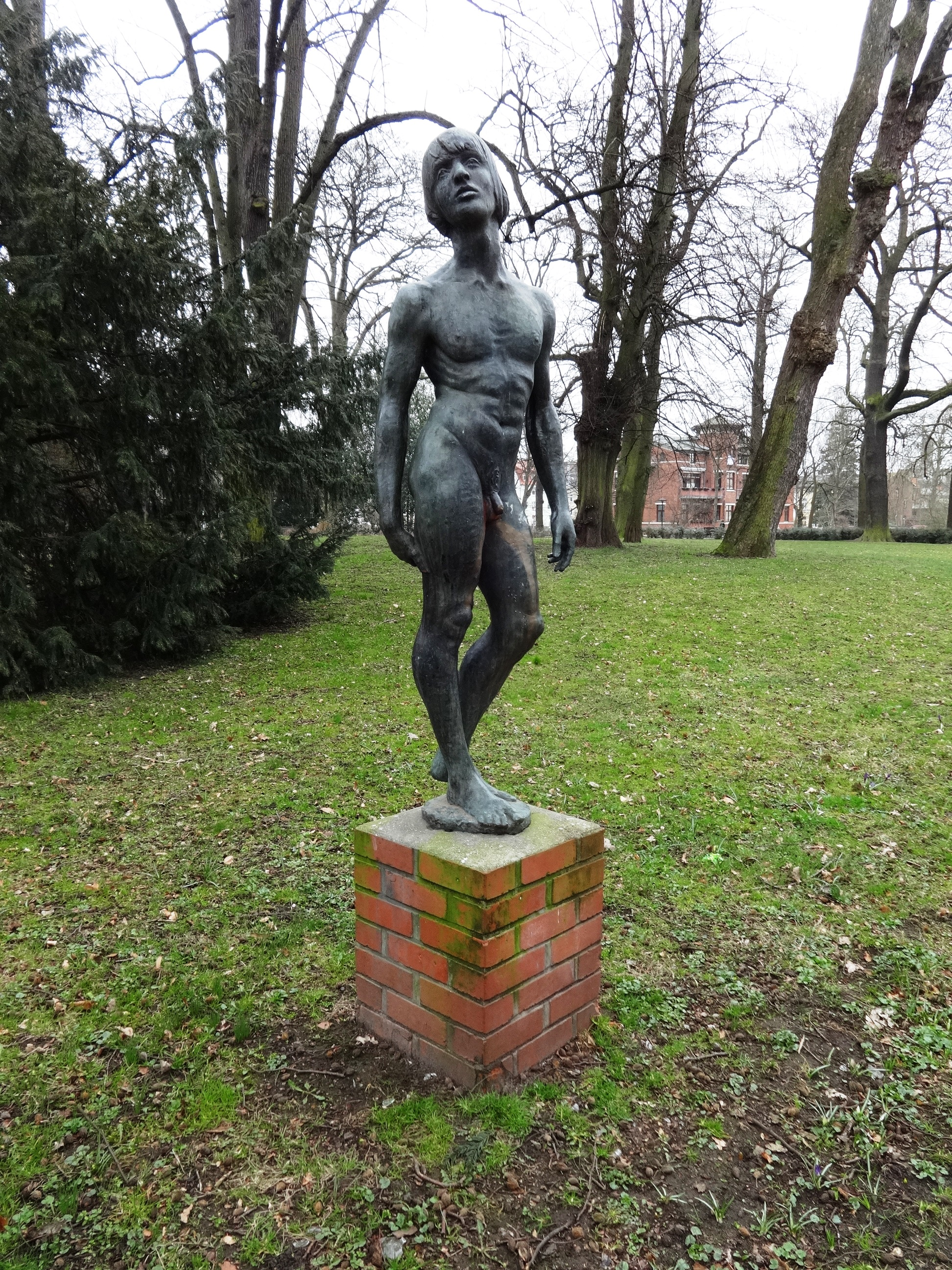
Metamorphose, Lindengarten (Wismar)

### Porträtplastiken
- Porträt der Mutter (Bronze, 1973)[5]
- Porträt Frau B. (Bronze, 1973)[6]

## Auszeichnungen
- 1977: Gustav-Weidanz-Preis für Plastik[7]

## Ausstellungen (unvollständig)

### Einzelausstellungen
- 1977: Dessau, Staatliche Galerie Schloss Georgium (mit Peter Preiß)

### Ausstellungsbeteiligungen
- 1973: Dessau, Schloss Mosigkau („10. Sommerausstellung. Bildhauer des Bezirks Halle“)

- 1974 und 1979: Halle, Bezirkskunstausstellungen
- 1975: Berlin, Ausstellungszentrum am Fernsehturm („Die Frau und die Gesellschaft“)
- 1975: Paris („DDR-Kunst heute“)
- 1977: Leipzig, Messehaus am Markt („Kunst und Sport“)
- 1977 bis 1988: Dresden, VIII. bis X. Kunstausstellung der DDR
- 1982: Berlin, Treptower Park („Plastik und Blumen“)

#### Postum
- 2015: Halle/Saale, Kunstverein Talstraße („50 von 100. Wege des BURG-Jahrgangs 1965“)